# 連扶王
連扶王（つれすけおう、生没年不詳）は、平安時代初期から前期にかけての皇族。官位は従五位下・内膳正。

## 経歴
文徳朝の斉衡2年（855年）无位から従五位下に直叙される。
清和朝に入ると、天安3年（859年）内膳正に任官。貞観3年（861年）右兵庫頭に遷るが、貞観6年（864年）内膳正に復任し、以降10年以上に亘ってこれを務めた。貞観8年（866年）二品・仲野親王らがともに鷹や鷂を飼うことを許された際、連扶王は鷹2聯を飼うことを許されている。貞観9年（867年）従五位上に昇叙されると、貞観12年（870年） と陽成朝の元慶2年（878年）の二度に亘って次侍従に任ぜられた。

## 官歴
『六国史』による。
- 斉衡2年（855年） 正月7日：従五位下（直叙）
- 天安3年（859年） 2月13日：内膳正
- 貞観3年（861年） 5月20日：右兵庫頭
- 貞観6年（864年） 3月8日：内膳正
- 貞観9年（867年） 正月7日：従五位上
- 貞観12年（870年） 12月29日：次侍従
- 元慶2年（878年） 4月2日：次侍従